# Maltańscy posłowie do Parlamentu Europejskiego 2024–2029
Maltańscy posłowie X kadencji do Parlamentu Europejskiego zostali wybrani w wyborach przeprowadzonych 8 czerwca 2024, w których wyłoniono 6 deputowanych.

## Posłowie według list wyborczych
Partia Pracy
- Daniel Attard
- Alex Agius Saliba
- Thomas Bajada

Partia Narodowa
- Peter Agius
- David Casa
- Roberta Metsola